# 3004 Knud
A 3004 Knud (ideiglenes jelöléssel 1976 DD) a Naprendszer kisbolygóövében található aszteroida. Richard Martin West fedezte fel 1976. február 27-én.